# Pastor blanc suís
El pastor blanc suís (francès Berger Blanc Suisse, alemany Weisser Schweizer Schäferhund) és una raça  canina de Suïssa. Comparteix els seus orígens amb el pastor blanc i el pastor alemany, però ha estat reconeguda com una raça independent per la Federació Canina Internacional.

## Reconeixement
Reconeguda oficialment per l'assemblea general de la FCI el 4 i 5 juliol 2011, pertany al grup 1, secció 1: Gossos pastors amb el número de raça 347 ( Weisser Schweizer Schäferhund). Abans del reconeixement internacional, va ser reconeguda provisionalment per la Federació Canina Internacional des del 26 de novembre de 2002.

## Història
A Amèrica i el Canadà, els pastors blancs s'han convertit a poc a poc en una raça diferent. Els primers gossos d'aquesta raça van ser importats a Suïssa a la primeria dels anys 70. El mascle americà «Llop», nascut el 1996 pot ser considerat com l'avantpassat d'aquesta raça a Suïssa. Els descendents d'aquest, inscrit en el Llibre dels Orígens suís (ELS), així com els d'altres pastors blancs importats dels Estats Units i del Canadà, van tenir descendència progressivament i es van escampar per tot Europa, on hi ha en l'actualitat un gran nombre de pastors blancs criats des de fa diverses generacions com una raça pura. Des de juny de 1991, aquests gossos estan inscrits com a nova raça en l'apèndix del Libre des Origines suís.
Al llarg de la seva història la raça ha rebut diferents noms entre els quals es troben: Pastor americà-canadenc, Pastor alemany blanc, Pastor blanc americà, Pastor blanc.

## Aspecte i comportament
El seu aspecte és pràcticament idèntic al pastor alemany (Deutscher Schäferhund), excepte pel pelatge blanc i el seu caràcter. Al contrari del que molts pensen, perquè l'estàndard del pastor alemany tingui la morfologia tal com el coneixem avui, diferents races de gossos d'atura van participar en la seva formació i entre elles es troba el pastor de pelatge totalment blanc utilitzats cap al nord d'Alemanya.
El pastor blanc suís, a més de posseir una gran intel·ligència que demostra cada dia, és un gos de treball que necessita reptes físics i mentals, ja que és una raça tan activa com equilibrada. De fàcil ensinistrament i gran disposició a proves de agility.
Es torna tendre i proper amb el seu amo, amb qui senten un vincle molt especial i irrompible, tant és així, que no suporten les marxes perllongades del seu amo.

### Característiques
Aquest és un gos de pastor robust, bé musculós, de talla mitjana, orelles alçades i pèl doble de longitud mitjana a llarga. El seu cos té forma allargada; està dotat d'ossos mitjanament massissos i la seva silueta és elegant i harmoniosa.
Alçada a la creu:
- Mascles: 60 - 66 cm
- Femelles: 55 - 61 cm

Pes:
- Mascles: 30 - 40 kg
- Femelles: 25 - 35 kg

### Generalitats
El seu cos té forma d'un rectangle lleugerament allargat. La proporció entre la longitud del cos (mesura des de la punta de l'espatlla fins a la punta del gluti). Manifesta un gran temperament, però sense nerviosisme; es mostra atent i vigilant. Encara que de vegades és força reservat amb els estranys, mai és temorós, ni agressiu.

### Pelatge i Color
El pèl és doble, de longitud és mitjana o llarga, dens i ben estirat. La capa interna de pèls és molt abundant, el pèl de la superfície és llis i aspre. A la cara, les orelles i les cares anteriors dels membres s'observa un pelatge una mica més curt; al clatell i a la cara posterior dels membres el pelatge és una mica més llarg. S'accepta un pelatge lleugerament ondulat, però dur. En aquesta raça a més del blanc s'admet el negre, el pelatge del pastor suís és una mica greixosa el que evita embrutar-se.

### Cap
Poderos, prim, finament modelat i ben proporcionat al cos. Vist des de dalt i de perfil, té la forma d'un triangle. Les línies superiors del crani i de la canya nasal són paral·leles.

### Cos
Vigorós, ben musculós, de longitud mitjana.
- Creu: Ben sortida.
- Esquena: Horitzontal i sòlida.
- Llom: Ben musculós.
- Grupa: Llarga i mitjanament ampla; partint del lligament, s'inclina suaument cap a l'arrel de la cua.
- Pit: No és molt ampli. Ben inclinat fins al nivell del colze i la seva capçada equival aproximadament a la meitat de l'alçada de la creu. La caixa toràcica és ovalada, ben desenvolupada a la part posterior.
- Ventre i flancs: Amplis i compactes. El marge superior està lleugerament aixecat.

### Membres davanters
Vistos de front, són rectes i moderadament separats; vistos de perfil, estan ben angulats.
- Espatlles: L'omòplat és llarg, ben oblic i forma un angle correcte amb el braç. Tota la regió de l'espatlla és ben musculosa.
- Braços: De bona longitud i ben musculats.
- Colzes: estan ben adherits al cos.
- Avantbraços: Llargs, rectes i prims.
- Metacarps: Sòlids, poc flexionats.

### Membres posteriors
Vistos des del darrere, són rectes i paral·lels, moderadament separats. Vistos de perfil, estan ben angulats.
- Cuixes: de longitud mitjana i ben musculades.
- Potes: De longitud mitjana, es presenten obliqües. Són ben musculoses i d'ossos forts.
- Garrons Sòlids, ben angulats.
- Metatars: De longitud mitjana, recte i prim.

## Salut
Tot i ser, de mitjana, més saludable que moltes altres races de gossos, el pastor blanc suís té predisposició a certes malalties. D'acord amb el United White Shepherd Club, entre les malalties comunes en aquesta raça es troben: les al·lèrgies, dermatitis, torsió gàstrica, epilèpsia, malalties cardíaques i displàsia de maluc. Entre les malalties menys comuns de la raça es troben la malaltia de Addison, les cataractes i osteodistrofia hipertròfica.

## Cures
El pelatge és relativament fàcil de cuidar, ja que només necessita el raspallat una o dues vegades per setmana per mantenir-se en excel·lent estat. No cal banyar a aquests gossos molt seguit, ja que això debilita els cabells, i només cal fer-ho quan els gossos estan bruts.
Els pastors blancs solen ser poc actius en interiors, però necessiten una bona dosi diària d'exercicis a l'aire lliure per cremar les seves energies. Necessiten almenys dos o tres passejos diaris, a més d'algun temps per jugar.